# 大同影片公司
大同影片公司是中華民國大陸時期成立的一家電影公司，由張石川設立於1948年。大同影片公司僅製作了八部電影，其在1950年製作的電影《細路祥》是李小龍首部以主演身份出演的電影。由於張石川逝世，大同影片公司在1953年解散。